# Alfoz de Quintanadueñas
Alfoz de Quintanadueñas é um município da Espanha na província de Burgos, comunidade autónoma de Castela e Leão, de área 41,40 km² com população de 1300 habitantes (2004) e densidade populacional de 31,40 hab/km².

## Demografia
| Variação demográfica do município entre 1991 e 2004 | Variação demográfica do município entre 1991 e 2004 | Variação demográfica do município entre 1991 e 2004 | Variação demográfica do município entre 1991 e 2004 |
| --------------------------------------------------- | --------------------------------------------------- | --------------------------------------------------- | --------------------------------------------------- |
| 1991                                                | 1996                                                | 2001                                                | 2004                                                |
| 479                                                 | 579                                                 | 1044                                                | 1300                                                |